# Alfons Schepers
Alfons Schepers (förnamnet ibland med fransk stavning Alphonse), född den 27 augusti 1907 i Neerlinter, död den 1 december 1984 i Tienen, var en belgisk landsvägscyklist vars främsta meriter var tre segrar i Liège-Bastogne-Liège (1929, 1931 och 1935), en seger i Flandern runt (1933) och totalsegern i premiärupplagan av Paris-Nice (1933). Därtill vann han en etapp i Tour de France och tre i Vuelta a España

## Meriter
| 1929 Vinnare av Liège-Bastogne-Liège 1931 Vinnare av Liège-Bastogne-Liège Belgisk mästare i linjelopp 7:a i Paris–Roubaix 7:a totalt i Tour of Belgium 8:a i Ronde van Vlaanderen 1932 3:a i Bordeaux–Paris 4:a i Paris–Bryssel 5:a i Paris–Roubaix 1933 Vinnare av Ronde van Vlaanderen Vinnare totalt av Paris–Nice Vinnare av etapp 1 Vinnare av etapp 3 i Tour de France 2:a i Paris–Rennes 5:a i linjelopp vid Världsmästerskapen | 1934 Vinnare av Paris–Rennes Vinnare av etapp 3 i Paris–Nice 2:a i Ronde van Vlaanderen 6:a i Paris–Roubaix 7:a i Paris–Bryssel 1935 Vinnare av Liège-Bastogne-Liège 6:a i Paris–Tours 1936 7:a totalt i Vuelta a España Vinnare av etapperna 11, 12 och 17 1937 Vinnare av Ronde van Limburg 5:a i Ronde van Vlaanderen |